# Neonesthes capensis
Neonesthes capensis es una especie de pez de la familia Stomiidae en el orden de los Stomiiformes.

## Morfología
Los machos pueden llegar alcanzar los 17 cm de longitud total.

## Alimentación
Come peces hueso y crustáceos.

## Hábitat
Es un pez de mar y de aguas profundas que vive 70-1.650 m de profundidad.

## Distribución geográfica
Se encuentra en el  Atlántico oriental (desde el sur de Portugal hasta Mauritania, y desde Namibia hasta Sudáfrica), el  Atlántico occidental (desde los Estados Unidos hasta el Golfo de México-incluyendo el oeste del Mar Caribe -, y desde   Brasil hasta la Argentina), el Índico, el Mar de Arabia y el Pacífico (incluyendo áreas cercanas a Hawái ).